# François Hamon
François Hamon (* 20. Januar 1939 in Guerlesquin) ist ein ehemaliger französischer Radrennfahrer und nationaler Meister im Radsport.

## Sportliche Laufbahn
Hamon war Teilnehmer der Olympischen Sommerspiele 1960 in Rom. Im olympischen Straßenrennen wurde er beim Sieg von Wiktor Kapitonow als 15. klassiert. Im Mannschaftszeitfahren belegte er gemeinsam mit Roland Lacombe, Henri Duez und Jacques Simon den 7. Platz.
1958 wurde er beim Sieg von Gustav Adolf Schur 6. im Rennen der Amateure bei den UCI-Straßen-Weltmeisterschaften. 1960 kam er auf den 7. Rang der Weltmeisterschaft auf dem Sachsenring. 1959 gewann er gemeinsam mit Raymond Hamon, Jacques Simon und Roger Troadec die nationale Meisterschaft im Mannschaftszeitfahren.
Von 1963 bis 1965 war er als Berufsfahrer aktiv, immer im französischen Radsportteam Peugeot. Seine bedeutendsten Erfolge waren ein Etappensieg in der Tour de Romandie 1965 und der Sieg im Grand Prix Ploay 1967 vor Georges Chappe. 1964 bestritt er die Tour de France, die er auf dem 71. Rang beendete. In Deutschland gewann er 1964 den Großen Preis Veith, der auf dem Nürburgring ausgefahren wurde.